# Adiah
 (juillet 2021).
Si vous disposez d'ouvrages ou d'articles de référence ou si vous connaissez des sites web de qualité traitant du thème abordé ici, merci de compléter l'article en donnant les références utiles à sa vérifiabilité et en les liant à la section « Notes et références ».
Adiah est un village qui fait partie du département du Lom-et-Djérem, situé dans la région de l'Est de la république du Cameroun.

## Population
Selon le recensement réalisé en 2005, le village comptait 473 habitants, dont 248 femmes et 225 hommes.

## Annexe